# Leonhardskirche (Provesano, San Giorgio della Richinvelda)

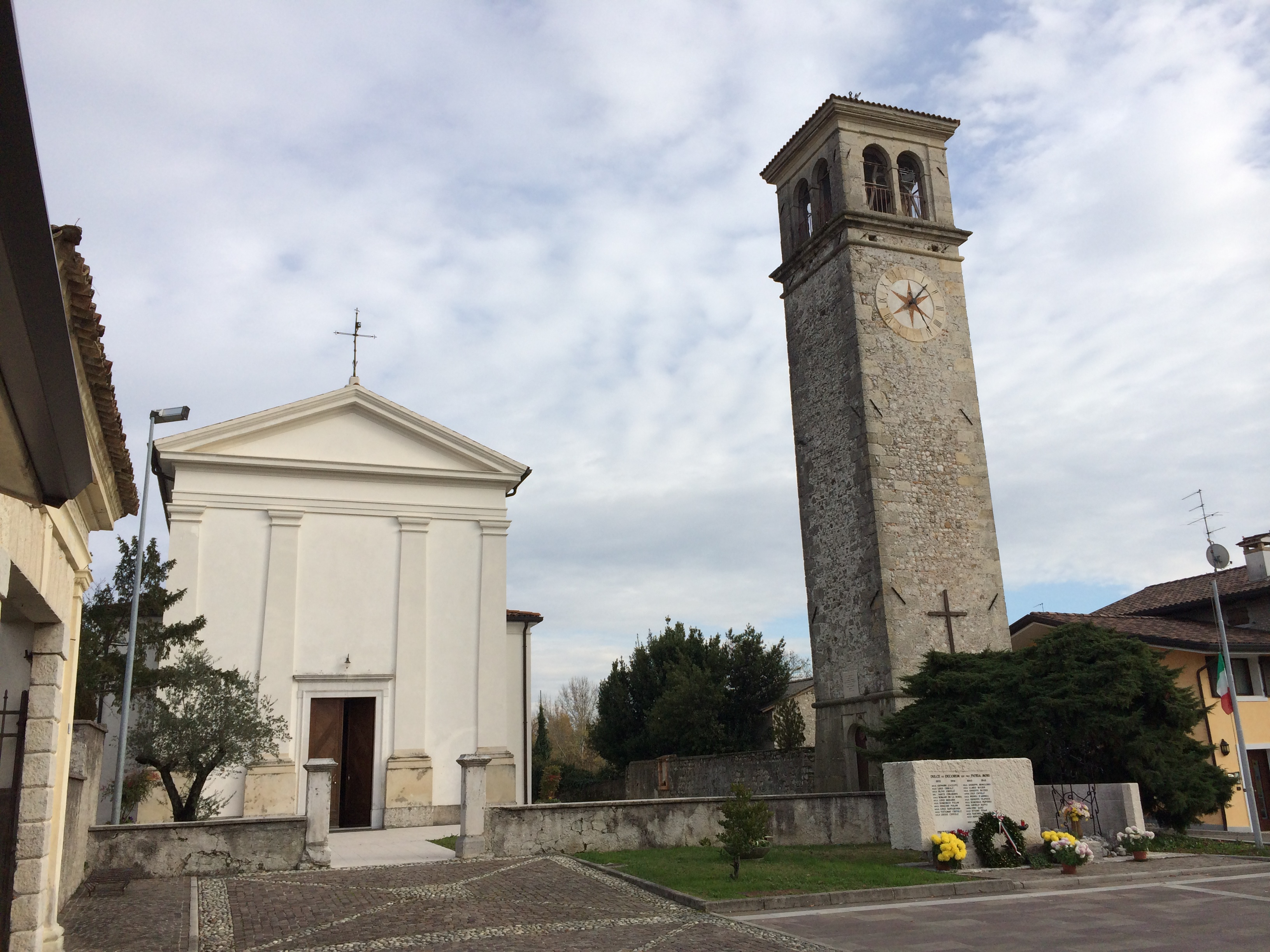
Chiesa di San Leonardo in Provesano mit Kirchfriedhof

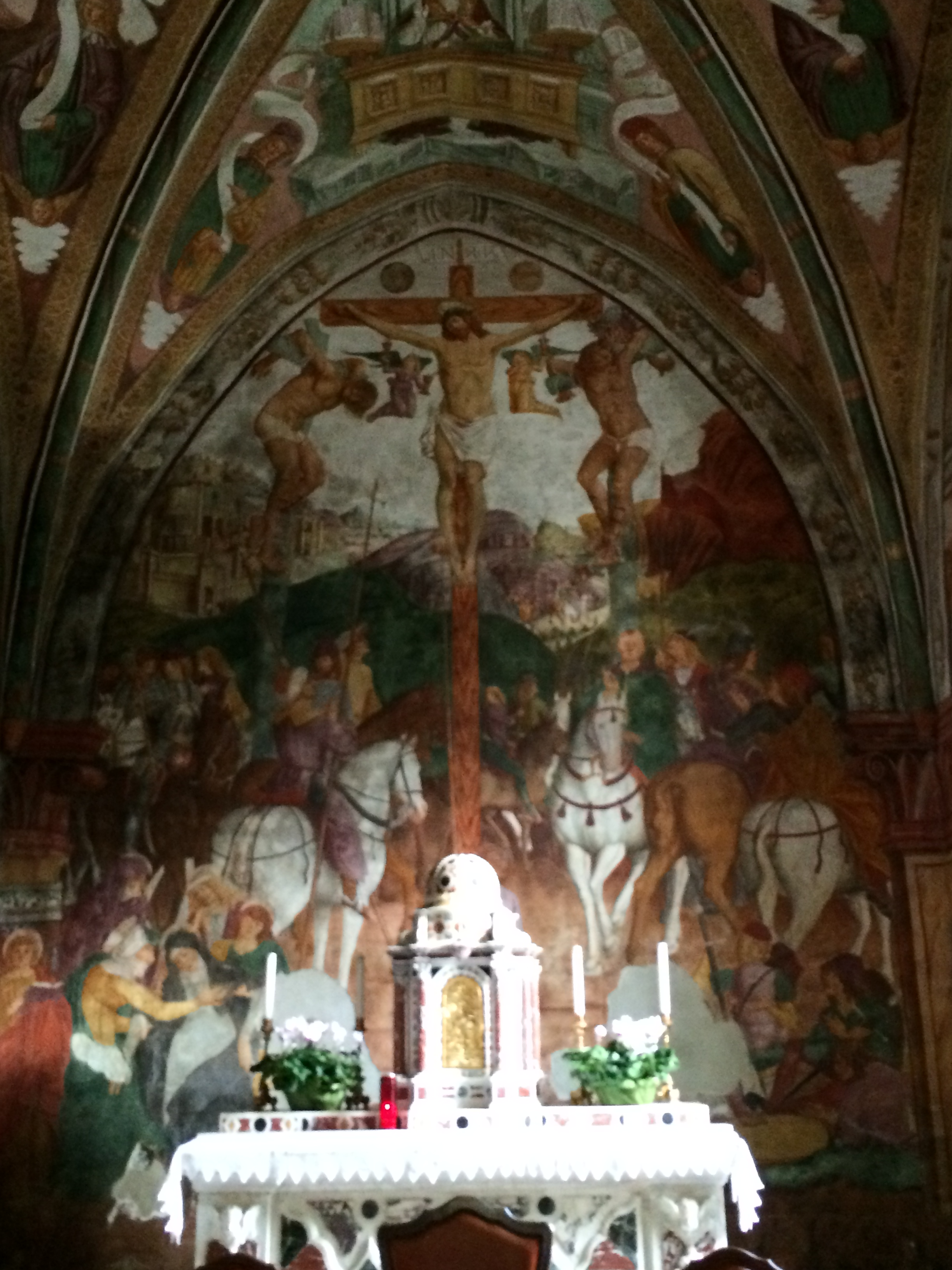
Chiesa di San Leonardo in Provesano Apsis

Die Leonhardskirche (San Leonardo) ist eine römisch-katholische Kirche in Provesano in der Gemeinde San Giorgio della Richinvelda in der italienischen Region Friaul-Julisch Venetien. Die Kirche ist dem heiligen Leonhard geweiht. Sie gehört zum Bistum Concordia-Pordenone.

## Beschreibung
Die Kirche wurde um 1392 errichtet. In der zweiten Hälfte des 15. Jahrhunderts wurde der Bau erweitert. 1496 schuf Gianfranco del Zotto, bekannt auch als Gianfrancesco da Tolmezzo (Socchieve, 1450–1511), zahlreiche Fresken. Andere Fresken schuf Pietro da San Vito im Jahre 1513. Der Fassade wurde im Stil des Klassizismus im Jahre 1828 gestaltet.